# 36037 Лінішмідт
36037 Лінішмідт (36037 Linenschmidt) — астероїд головного поясу, відкритий 13 серпня 1999 року.
Тіссеранів параметр щодо Юпітера — 3,198.